# Dittopternis zebrata
Dittopternis zebrata är en insektsart som beskrevs av Henri Saussure 1884. Dittopternis zebrata ingår i släktet Dittopternis och familjen gräshoppor. Inga underarter finns listade i Catalogue of Life.